# 612916 Stirlingcolgate
612916 Stirlingcolgate è un asteroide della fascia principale. Scoperto nel 2005, presenta un'orbita caratterizzata da un semiasse maggiore pari a 2,6553771 au e da un'eccentricità di 0,2542553, inclinata di 5,83196° rispetto all'eclittica.